# Stade Langstaff
Le stade Langstaff est le premier stade où évolua le Havre AC à partir de 1882. Il prend son nom actuel en 1925 après le décès de William Ramsay Langstaff (président de la section rugby du HAC de 1901 à 1925). C'est le plus ancien stade de rugby en France.

## Histoire
Le HAC a d'abord joué sur un terrain inadapté situé entre boulevard de Strasbourg et du boulevard François-Ier surnommé la« mare aux Huguenots ». Puis en 1882, le club loue un terrain sur la commune de Sanvic située à côté du Havre. Les sections football et rugby s'y installent rejointes en 1883 par la section tennis puis hockey sur gazon. Au début du XXe siècle, une section athlétisme est créée et utilise les terrains l'été.
Deux terrains sont disponibles : l'un pour le rugby, l'autre pour le football. L'un est tracé dans la longueur du terrain, l'autre dans sa largeur. Finalement, les deux sont fusionnés et les poteaux et les buts sont alternativement implantés. Un bout du terrain est alloué au tennis. Les terrains sont équipés d'un vestiaire (une cabane à deux compartiments) mais pas de douche. Il existe alors qu'une seule tribune située sur le côté Est.
L'accès au stade se fait par la partie sud (actuelle rue Louis-Leprévost) puis une seconde entrée est organisée à l'est du terrain qui devient ensuite l'entrée principale rue du Général-Hoche.
Après la Première Guerre mondiale, la section football quitte l'enceinte pour rejoindre le Stade de la Cavée verte.
En 1922, à l'occasion du cinquantenaire du HAC les 16 et 17 septembre, de nouvelles tribunes sont inaugurées.

## Utilisation

### Football
Le premier match recensé a lieu le 15 décembre 1894 entre le HAC et l'Union Sportive du Lycée du Havre. Le club joue contre des équipes locales jusqu'en 1896. C'est le 14 février 1896 que le HAC reçoit le champion de France USFSA, le Standard AC devant un millier de spectateurs.
En 1901, la finale du championnat de France USFSA est joué à Sanvic entre le  HAC et le Standard AC.
Le 29 avril 1900, le H.A.C. bat le Club Français 3 à 2 après prolongations, et remporte le Challenge international du Nord.
Le stade n'est plus utilisé par la section football à partir de 1918 et la construction du stade de la cavée verte.

### Rugby
Le premier match connu de rugby se déroule le 1er mars 1894, le HAC y bat le Football Club Dieppois 12 à 0. Le lundi de Pâques suivant, le HAC reçoit le Racing Club de France. Puis la pratique du rugby cesse au club pour finalement revenir à partir de 1899. Le 23 avril de cette année, le HAC reçoit de nouveau le Racing Club de France.
Le record d'affluence du stade est atteint en 1913 avec le match contre l'Aviron bayonnais.